# りゅう座イプシロン星
りゅう座ε星（りゅうざイプシロンせい、ε Draconis、ε Dra）は、りゅう座にある二重星である。

## 名称
アメリカのアマチュア博物学者アレンは、りゅう座ε星、りゅう座δ星、りゅう座π星、りゅう座ρ星によって形作られる四角形が、「牡山羊」を意味するアルタイス（Al Tāis）と呼ばれた、と記している。しかし、本来アラビアで"Al Tāis"という語が星の名付けに使われたことはなく、りゅう座ε星自身には、アラビア語で「蛇」を意味するal-tinnīnが記されていた。
この星は、多くの場合バイエル名で呼ばれるが、ティル（Tyl）という固有名も持つ。この名前は、アントニーン・ベチュヴァーシュが用いたことから広まったとされ、その由来は不明である。
中国では、りゅう座ε星は、天廚（拼音: Tiān Chú）という星官をりゅう座δ星、りゅう座σ星、りゅう座ρ星、りゅう座64番星、りゅう座π星と共に形成する。りゅう座ε星自身は、天廚三（拼音: Tiān Chú sān）つまり天厨の3番星と呼ばれる。

## 観測
りゅう座ε星は、赤緯が+70度あるため、主に北半球でみられる星で、南緯20度のすぐ北でほぼ地平線付近にみえる。北緯20度から北の地域では、周極星となり、一年中沈まなくなる。視等級が4等なので、大都市のような光害のひどい地域でなければ、肉眼でみることができる。
りゅう座が夜中に正中する北半球の夏が、りゅう座ε星の観測好機だが、周極星なので、広い範囲で季節を問わずみることができる。

## 星系
りゅう座ε星が二重星であることを最初に記録したのは、シュトルーベであるとされ、19世紀前半から知られていた。明るい方のりゅう座ε星Aは、視等級が3.9、暗い方のりゅう座ε星Bは、視等級が6.8で、両者は見かけ上3.1秒離れている。この2つの恒星は、連星である可能性が高いと考えられ、そうだとすれば、りゅう座ε星Aとりゅう座ε星Bの間の実際の距離は、140AU程度となる。

## 特徴
りゅう座ε星Aは、スペクトル型がG8 IIIの黄色巨星である。質量は太陽の倍程で、半径は巨星なので更に大きい。年齢も、太陽よりだいぶ若いとみられる。一方、りゅう座ε星Bのスペクトル型はF5 IIIとされる。
2007年に公表された、ヒッパルコス衛星の改正データによれば、年周視差は22.04ミリ秒で、これに基づいて地球からの距離を計算すると、148光年となる。